# Буне, Ян Мартынович
Ян Мартынович Буне (также Бунэ, латыш. Bune, Jānis Mārtiņa dēls, родился 22 мая 1891 года в Курляндской губернии — скончался 14 июля 1973 года в Риге) — российский и советский хирург, ректор Курского медицинского института в 1937—1940 годах, профессор медицинского факультета Латвийского государственного университета, затем Рижского медицинского института.

## Биография
Янис Мартынович Буне родился 22 мая 1891 года в поместье Нейгут (нем. Neugut) Бауского уезда Курляндской губернии в семье безземельного крестьянина.
Окончил Рославльскую гимназию в Смоленской губернии в 1909 году и поступил в Санкт-Петербургскую военно-медицинскую академию, которую окончил в 1914 году, получив звание лекаря с отличием. Является учеником выдающегося русского хирурга Сергея Петровича Фёдорова. В том же году, с началом Первой мировой войны, начал работать военным хирургом в действующей армии на Западном фронте.
С 1918 года в РККА.
С 1922 года главный врач Николо-Погореловской и Ярцевской больницы.
В 1928 году переведён в Самарканд главным врачом городской больницы, где работал до 1930 года.
Направлен в Тюбинген как стипендиат Фонда Рокфеллера, после чего начал научную карьеру как ассистент в Ленинградском Втором медицинском и Московском Втором медицинском институтах (1931—1937).
В 1937 году выдвинут на должность заведующего кафедрой пропедевтики хирургических болезней вновь созданного за два года до этого Курского медицинского института. Когда первый руководитель института В. И. Дешёвой был отозван в распоряжение отдела школ ЦК ВКП(б), Наркомздрав РСФСР утвердил в этой должности Я. М. Буне, с оставлением за ним обязанностей руководителя хирургической кафедры. Подготовка учебных программ, строительство учебных корпусов и общежитий, комплектование штата профессорско-преподавательского состава, комплектование материальной базы, проведение вступительных экзаменов происходили во вновь созданном вузе параллельно, и связанные с этим проблемы приходилось решать первым руководителям института.
В период с 1937 по 1938 гг. Я. М. Буне организовал в Курске санавиацию, им написано 12 научных работ.
Когда в 1939 году на базе Курской губернской больницы была организована кафедра госпитальной хирургии, Ян Мартынович возглавил её. На кафедре изучались актуальные вопросы военной медицины: огнестрельных ранений головы, остеомиелиты, значение гемотрансфузий при лечении хирургических болезней. Уже осенью 1939 года в первом выпуске трудов института (том 1) были опубликованы работы сотрудников кафедры госпитальной хирургии А. Н. Глинского («К вопросу об образовании узлообразований кишечника») и Е. Я. Купермана («К казуистике разрыва гипернефромы почки с обширным околопочечным кровоизлиянием»). Во втором выпуске 1 тома (июль 1940 года) появилась ещё одна статья А. Н. Глинского — «К казуистике ранений сердца». Он же первым на кафедре защитил кандидатскую диссертацию.
В Курске Ян Мартынович внёс большой вклад в совершенствование техники хирургических операций, анестезии и реанимации.
С декабря 1941 по август 1943 Ян Мартынович призван в ряды РККА, подполковник медицинской службы, главный хирург эвакуационного госпиталя № 61 в г. Уральске, эвакогоспиталя № 3261 Сталинградского фронта. Участник обороны Сталинграда. С августа 1943-го по апрель 1944 года служил ведущим хирургом эвакогоспиталя № 4 Украинского фронта. 20 мая 1944 года был награждён орденом «Красная Звезда».
В 1944 г. Буне вернулся в Курск и возглавил хирургическое отделение госпитальной хирургический клиники. В 1946 году профессором Я. М. Буне была выполнена первая поясничная симпатэктомия. Первыми ассистентами кафедры были: К. М. Петрова, А. Н. Глинский, Е. Я. Куперман, Д. П. Амеличев.
В 1946 году Ян Мартынович защитил диссертацию на соискание учёной степени доктора медицинских наук на тему «О пластике твёрдой оболочки головного мозга и заполнении дефектов мозга».
В 1947 году избран профессором.
В том же году Я. М. Буне получил приглашение на этническую родину: ему предложили кафедру общей хирургии медицинского факультета Латвийского государственного университета, в 1950 году преобразованного в Рижский медицинский институт. Яну Мартыновичу принадлежала инициатива пригласить в Ригу на должность заведующего кафедрой гистологии видного учёного К. С. Богоявленского, ставшего основателем латвийской школы цитологии.
В Риге Ян Мартынович продолжил исследования и совершенствование оперативной техники хирургии головного мозга, травматологии, сосудов, предложил новую технику операций выпадения прямой кишки. Он руководил кафедрой до 1969 года.
Я. М. Буне скончался в Риге 14 июля 1973 года, похоронен на кладбище в Асари (Юрмала).

## Новатор хирургии
Я. М. Бунэ первым в г. Курске стал применять спинномозговую анестезию совкаином и внутривенный наркоз, описав их в научной статье 1939 г. С использованием спинальной анестезии Совкаином Ян Мартынович проводил успешные операции аппендэктомии, резекции желудка по причине язвы и рака, операции на промежности и мочевых путях. Никаких осложнений во время перечисленных операций у больных не наблюдалось. Средняя продолжительность анестезии во всех вышеописанных случаях была около 3 часов, что было намного дольше, чем при спинномозговой анестезии новокаином.
Под руководством Я. М. Бунэ в клинике КГМИ началось применение внутривенного гексеналового наркоза.

### Труды
- Ķirurģija (учебник на латышском языке для вузов). — Рига: Латвийское государственное издательство, 1956. — 546 с.

## Семья
Дочь Бунэ Нина Яновна — кандидат химических наук (1953).

## Награды
Заслуженный работник здравоохранения Латвийской ССР.